# Сан Феделе Интелви
Сан Феделе Интелви (итал. San Fedele Intelvi) је насеље у Италији у округу Комо, региону Ломбардија.
Према процени из 2011. у насељу је живело 1672 становника. Насеље се налази на надморској висини од 762 м.

## Становништво
Према резултатима пописа становништва 2011. у општини је живело 1.752 становника.
| 1931. | 1936. | 1951. | 1961. | 1971. | 1981. | 1991. | 2001. | 2011. |
| ----- | ----- | ----- | ----- | ----- | ----- | ----- | ----- | ----- |
| 1.226 | 1.177 | 1.206 | 1.286 | 1.360 | 1.350 | 1.346 | 1.491 | 1.752 |